# ۑ
Yā trois points souscrits est une lettre additionnelle de l’alphabet arabe utilisée dans l’écriture du haoussa, de plusieurs langues mandé avec l’adjami, dont le mandinka, le mogofin et le soussou, ainsi que dans l’écriture pegon du javanais. Elle n’est pas à confondre avec le nya ‹ ڽ › du jawi malais ni avec le pe ‹ پ › qui partagent les mêmes formes initiales ‹ ۑـ › et médianes ‹ ـۑـ ›.

## Utilisation
En javanais écrit avec le pegon ‹ ۑ › représente une consonne nasale palatale voisée /ɲ/.